# The Bricklayer
The Bricklayer is een Amerikaanse actiefilm uit 2024, geregisseerd door Renny Harlin en geschreven door Hanna Weg en Matt Johnson, gebaseerd op de gelijknamige roman uit 2010 van Paul Lindsay onder zijn pseudoniem Noah Boyd.

## Verhaal
Steve Vail is een gedesillusioneerde ex-CIA-agent, die een metselaar is geworden. Als binnen een maand drie internationale journalisten worden vermoord, heeft de CIA hem weer nodig omdat ze worden beschuldigd van verantwoordelijkheid voor de moorden. Kate, een hoogopgeleide deskundige agent op het CIA-hoofdkwartier ontdekte dat voormalig lid Victor Radek nog leeft en waarschijnlijk verantwoordelijk is voor de moorden. Vail was vroeger zijn begeleider en vriend.

## Rolverdeling
| Acteur              | Personage  |
| ------------------- | ---------- |
| Aaron Eckhart       | Steve Vail |
| Nina Dobrev         | Kate       |
| Clifton Collins jr. | Radek      |
| Tim Blake Nelson    | O'Malley   |
| Ilfenesh Hadera     | Tey        |
| Ori Pfeffer         | Sten       |

## Release en ontvangst
The Bricklayer ging op 5 januari 2024 in première in de Verenigde Staten. De film kreeg gemengde kritieken van de filmcritici, met een score van 50% op Rotten Tomatoes, gebaseerd op 22 beoordelingen.